# 鄧肯鎮區 (密蘇里州沙利文縣)
鄧肯鎮區（英語：Duncan Township）是位於美國密蘇里州沙利文縣的一個行政鎮區。

## 地方資料
鄧肯鎮區的面積為130.62平方千米，當中陸地面積為129.61平方千米，而水域面積為1.00平方千米。根據2020年美國人口普查的數據，當地共有人口333人，而人口密度為每平方千米2.55人。